# Kamienica Liberowska w Krakowie
Kamienica Liberowska (znana także jako Kamienica Liberzyńska) – zabytkowa kamienica znajdująca się w Krakowie, w dzielnicy I przy ulicy Grodzkiej 21, na Starym Mieście.

## Historia kamienicy
Kamienica została wzniesiona w II połowie XIV wieku przez Martina Plathenera. W XV wieku została przebudowana. W XVII wieku dom był przez blisko 20 lat własnością rodziny Liberów, od czego pochodzi jego nazwa, notowana po raz pierwszy w 1642. Kamienica spłonęła podczas wielkiego pożaru Krakowa w 1850, jednak wkrótce potem została odbudowana. W 1914 budynek stał się własnością miejską. Pod koniec XX wieku powrócił w ręce prywatne. Obecnie mieści się w nim aparthotel.
10 marca 1966 kamienica została wpisana do rejestru zabytków. Znajduje się także w gminnej ewidencji zabytków.